# Наполеон Динамит (мультсериал)
«Наполеон Динамит» (англ. Napoleon Dynamite) — американский анимационный сериал, основанный на одноимённом художественном фильме 2004 года. Премьера состоялась 15 января 2012 на телеканале Fox. Продюсерами и создателями шоу стали Джаред и Джеруша Хесс совместно с ветераном телепродюсирования Майком Скалли, работавшим ранее над «Симпсонами» и «Все любят Рэймонда». В октябре 2010 года телеканал заказал шесть эпизодов, а в июле 2011 года увеличил их количество до тринадцати. Сериал запущен в эфир в качестве замены в межсезонье, трансляции проходят в 20:30 (EST) по воскресеньям.

## Концепция
Мультсериал основан на одноимённом независимом фильме 2004 года, который рассказывает о жизни Наполеона и его семьи в провинциальном городке Франклин, штат Айдахо. Все члены актёрского состава полнометражного фильма, Джон Хедер, Аарон Руэлл, Эфрен Рамирес, Тина Mажорино, Сэнди Мартин, Джон Грис и Дидрих Бадер, вернулись для озвучивания сыгранных ими персонажей. К ним добавятся ещё несколько второстепенных, озвучивать которых приглашены Эми Полер, Дженнифер Кулидж, Сэм Рокуэлл и Джемани Климент.

## Персонажи
- Наполеон Динамит (англ. Napoleon Dynamite; озвучивает Джон Хидер) — подросток, школьный изгой, который больше интересуется рисованием и игрой в тетербол, нежели общением с людьми. Хвастается своим «умением» обращаться с оружием, например, нунчаками (которые он называет «нумчаки»), знает все «неизвестные правительству передвижения ниндзя» и проводит лето «охотясь на росомах на Аляске».
- Кип Динамит (англ. Kip Dynamite; озвучивает Аарон Руэлл) — 32-летний старший брат Наполеона, который большую часть времени проводит сидя за компьютером.
- Педро Санчес (англ. Pedro Sánchez; озвучивает Эфрен Рамирес) — мексиканец, ученик-новичок в школе, где учится Наполеон. Застенчивый и малообщительный, быстро становится лучшим другом Наполеона.
- Дэб (англ. Deb; озвучивает Тина Мажорино) — продавец-курьер, распространительница мелких товаров для дома, поклонница Наполеона.
- Бабушка Динамит (англ. Grandma Dynamite; озвучивает Сэнди Мартин) — бабушка Наполеона и Кипа.
- Дядя Рико (англ. Uncle Rico; озвучивает Джон Гриз) — дядя Наполеона и Кипа, живёт в поле в оранжевом доме на колёсах. В средней школе играл в футбол и до сих пор тешится подростковой мечтой стать богатым и знаменитым футболистом, и всё свободное время проводит бросая мяч на том же поле, где держит свой фургон.
- Рекс (англ. Rex; озвучивает Дидрих Бадер) — местный инструктор боевых искусств, владелец центра подготовки «Rex Kwon Do».
- Саммер Уитли (англ. Summer Wheatley; озвучивает Хейли Дафф) — привлекательная и самая популярная девушка в школе Наполеона.

## Список эпизодов
1. Громовой конус
2. Скантроника Любовь
3. Лигертаун
4. Педро против Деб
5. Постельные гонки
6. FFA